# Vincent Göhre
Vincent Göhre (* 15. Februar 1993 in Halle (Saale)) ist ein deutscher Schauspieler.

## Leben
Vincent Göhre hatte seinen ersten Filmauftritt 2003 im Fernsehfilm Tage des Sturms. Danach hatte er noch diverse andere Auftritte in Fernsehserien, unter anderem in drei Tatortepisoden (Tiefer Fall (2005), Ordnung im Lot (2012), Todesschütze (2012)). Einen weiteren bekannten Auftritt hatte er 2007 im Kurzfilm Zitronenfalter, halt’s Maul! in dem er die Hauptrolle des Vincent spielte, einen aus einem vollkommen zerrütteten Elternhaus kommenden Jugendlichen.